# Joanna Kerns
Joanna Kerns, nata Joanna Cruisse DeVarona (San Francisco, 12 febbraio 1953), è un'attrice e regista statunitense nota soprattutto per aver partecipato alla serie TV Genitori in blue jeans.

## Biografia
Nata in California, sorella minore della nuotatrice campionessa olimpica Donna de Varona, debutta nel cinema come attrice nel 1976 con il film Ape. Verso la fine degli anni '70 prende parte a diverse serie TV con ruoli secondari, tra queste Squadra emergenza, Charlie's Angels, Love Boat e Starsky & Hutch.
Nel 1978 recita nel film Coma profondo. Nei primi anni '80 appare nuovamente in numerose serie (A-Team, Magnum, P.I., Tre cuori in affitto). Nel 1984 interpreta Pat Devon ne I magnifici sei. Nel 1985 inizia a interpretare Maggie Seaver nella serie per cui è più conosciuta ossia Genitori in blue jeans, portata avanti fino al 1992 (recita in oltre 160 episodi). Al contempo è costantemente in TV e saltuariamente al cinema. Tra i film a cui partecipa vi sono Hunter (1984), Prendi il mio cuore (1987), L'esperienza americana (1991), Legami di sangue, vincoli d'amore (1992) e No Dessert, Dad, Till You Mow the Lawn (1994). Negli anni 2000 lavora in modo meno intenso come attrice. Appare tra l'altro nei film Ragazze interrotte (1999) e Molto incinta (2007).
Dal 1992 è attiva come regista di film TV e serie televisive. Ha diretto episodi di Army Wives - Conflitti del cuore (anni 2000), Men in Trees - Segnali d'amore (2006-2008), E.R. - Medici in prima linea (2006), Scrubs - Medici ai primi ferri (2004-2006), Ghost Whisperer - Presenze (2005), One Tree Hill e Squadra Med - Il coraggio delle donne.

## Filmografia

### Attrice

#### Cinema
- Ape, regia di Paul Leder (1976)
- Coma profondo (Coma), regia di Michael Crichton (1978)
- Love Struck, regia di Richard Masur - cortometraggio (1986)
- Prendi il mio cuore (Cross My Heart), regia di Armyan Bernstein (1987)
- Street Justice - Un'ombra nella notte (Street Justice), regia di Richard C. Sarafian (1987)
- Un amore rinnovato (She's Having a Baby), regia di John Hughes (1988) - cameo
- L'esperienza americana (An American Summer), regia di James Slocum (1991)
- No Dessert, Dad, Till You Mow the Lawn, regia di Howard McCain (1994)
- Nessuno può proteggermi (No One Could Protect Her), regia di Larry Shaw (1996)
- Ragazze interrotte (Girl, Interrupted), regia di James Mangold (1999)
- All Over the Guy, regia di Julie Davis (2001)
- Molto incinta (Knocked Up), regia di Judd Apatow (2007)
- MaNiC, regia di Carly Reichert - cortometraggio (2007)
- Love & Other Unstable States of Matter, regia di David Marmor - cortometraggio (2010)

#### Televisione
- The Million Dollar Rip-Off, regia di Alexander Singer – film TV (1976)
- Starsky & Hutch – serie TV, episodio 2x05 (1976)
- Rhoda – serie TV, episodio 3x15 (1977)
- Squadra emergenza (Emergency!) – serie TV, episodio 6x18 (1977)
- Charlie's Angels – serie TV, episodio 1x22 (1977)
- Love Boat (The Love Boat) – serie TV, episodio 1x09 (1977)
- Quincy (Quincy, M.E.) – serie TV, episodio 3x10 (1977)
- Switch – serie TV, episodio 3x19 (1978)
- Marriage Is Alive and Well, regia di Russ Mayberry – film TV (1980)
- I'm a Big Girl Now – serie TV, episodio 1x04 (1980)
- CHiPs – serie TV, episodio 4x20 (1981)
- A Wedding on Walton's Mountain, regia di Lee Philips – film TV (1982)
- Mother's Day on Waltons Mountain, regia di Gwen Arner – film TV (1982)
- Star of the Family – serie TV, episodio 1x06 (1982)
- Laverne & Shirley – serie TV, episodio 8x15 (1983)
- Magnum, P.I. – serie TV, episodi 2x19-3x19 (1982-1983)
- V - Visitors (V) – miniserie TV, 2 puntate (1983)
- A-Team (The A-Team) – serie TV, episodio 1x13 (1983)
- Tre cuori in affitto (Three's Company) – serie TV, episodi 4x17-8x01 (1980-1983)
- I ragazzi del computer (Whiz Kids) – serie TV, episodio 1x02 (1983)
- Hill Street giorno e notte (Hill Street Blues) – serie TV, episodio 4x20 (1984)
- The Return of Marcus Welby, M.D., regia di Alexander Singer – film TV (1984)
- I magnifici sei (The Four Seasons) – serie TV, 13 episodi (1984)
- Hunter – serie TV, episodio 1x01 (1984)
- Code Name: Foxfire – serie TV, episodio 1x04 (1985)
- Coniglietta cercasi (A Bunny's Tale), regia di Karen Arthur – film TV (1985)
- Il falco della strada (Street Hawk) – serie TV, episodio 1x09 (1985)
- Una moto per vincere (Stormin' Home), regia di Jerry Jameson – film TV (1985)
- La lunga notte di Richard Beck (The Rape of Richard Beck), regia di Karen Arthur – film TV (1985)
- Un corpo da gestire (Mistress), regia di Michael Tuchner – film TV (1987)
- Hooperman – serie TV, episodio 1x16 (1988)
- Soli (Those She Left Behind), regia di Waris Hussein – film TV (1989)
- Delitto al Central Park (The Preppie Murder), regia di John Herzfeld – film TV (1989)
- Fede cieca (Blind Faith) – miniserie TV, 2 puntate (1990)
- The Big One: The Great Los Angeles Earthquake, regia di Larry Elikann – film TV (1990)
- Attrazioni omicide (Deadly Intentions... Again?), regia di James Steven Sadwith – film TV (1991)
- Cento ore di terrore (Captive), regia di Michael Tuchner – film TV (1991)
- Una di troppo (The Nightman), regia di Charles Haid – film TV (1992)
- Genitori in blue jeans (Growing Pains) – serie TV, 167 episodi (1985-1992)
- Legami di sangue, vincoli d'amore (Desperate Choices: To Save My Child), regia di Andy Tennant – film TV (1992)
- Incesto - La vergogna negli occhi (Not in My Family), regia di Linda Otto – film TV (1993)
- Le tre mogli di Norman (The Man with Three Wives), regia di Peter Levin – film TV (1993)
- Ricominciare una vita (Shameful Secrets), regia di David Carson – film TV (1993)
- Siero mortale (Mortal Fear), regia di Larry Shaw – film TV (1994)
- Risveglio nell'incubo (See Jane Run), regia di John Patterson – film TV (1995)
- The Mommies – serie TV, episodio 2x03 (1995)
- Hope & Gloria – serie TV, episodio 1x10 (1995)
- Amo i miei figli (Whose Daughter Is She?), regia di Frank Arnold – film TV (1995)
- Terror in the Family, regia di Gregory Goodell – film TV (1996)
- Una madre lo sa (Mother Knows Best), regia di Larry Shaw – film TV (1997)
- Sisters and Other Strangers, regia di Roger Young – film TV (1997)
- The Closer – serie TV, episodi 1x01-1x04-1x10 (1998)
- Chicago Hope – serie TV, episodi 4x12-4x24 (1998)
- Un desiderio è un desiderio (Emma's Wish), regia di Mike Robe – film TV (1998)
- Beggars and Choosers – serie TV, episodio 1x10 (1999)
- At the Mercy of a Stranger, regia di Graeme Campbell – film TV (1999)
- The Wonderful World of Disney – serie TV, episodio 4x03 (2000)
- Someone to Love, regia di Nathaniel Weiss – film TV (2001)
- The Education of Max Bickford – serie TV, episodio 1x14 (2002)
- Perfetti... ma non troppo (Less Than Perfect) – serie TV, episodi 2x09-3x09 (2003-2004)
- Eastwick – serie TV, episodio 1x09 (2009)

## Doppiatrici italiane
Nelle versioni in italiano delle opere in cui ha recitato, Joanna Kerns è stata doppiata da:
- Serena Spaziani in Genitori in blue jeans
- Germana Dominici in Delitto al Central Park
- Isabella Pasanisi in Ragazze interrotte
- Angiola Baggi in Molto incinta